# Finnische Leichtathletik-Meisterschaften 1909
Die Finnischen Leichtathletik-Meisterschaften 1909 (finnisch Yleisurheilun Suomen-mestaruuskilpailut 1909) fanden vom 3. bis 5. Juli 1909 im Kaisaniemi-Park in Helsinki statt.
Die Meisterschaften der Sprungwettbewerbe aus dem Stand fanden parallel dazu statt.

## Ergebnisse
| Disziplin                   | Gold                  | Gold          | Silber                | Silber        | Bronze                                         | Bronze        |
| --------------------------- | --------------------- | ------------- | --------------------- | ------------- | ---------------------------------------------- | ------------- |
| 100 m                       | Uuno Railo            | 11,5 s        | Ragnar Stenberg       | 11,7 s        | Lauri Pihkala                                  | 12,1 s        |
| 400 m                       | Uuno Railo            | 54,6 s        | Lauri Pihkala         | 54,8 s        | August Karlsson                                | 55,6 s        |
| 1500 m                      | Viljam Johansson      | 4:24,8 min    | Heikki Korpimaa       | 4:28,0 min    | Akseli Vilenius Alfred Lautala                 | 4:30,0 min    |
| 110 m Hürden                | Ragnar Stenberg       | 16,25 s       | Kaarlo Kataja         | 16,45 s       | Oiva Jääskeläinen August Karlsson Eino Pekkala | 17,0 s        |
| Laufmeister                 | Ragnar Stenberg       | 329,88        |                       |               |                                                |               |
| Hindernislauf               | J. Mikkola            |               | H. Hilden             |               | V. Tuomela                                     |               |
| Marathon 1                  | Tatu Kolehmainen      | 2:51:28,5 min | Viljami Kolehmainen   | 3:02:54,0 min | Albin Stenroos                                 | 3:03:54,7 min |
| 400 m (Staffel)             | Tampereen Pyrintö     | 48,8 s        | Helsingin Kisa-Veikot | 48,8 s        | Olympia                                        | 51,3 s        |
| 10 km (Staffel)             | Helsingin Kisa-Veikot | 31:08,4 min   | Helsingin Ponnistus   | 31:30,8 min   | Olympia                                        | 32:00,0 min   |
| Meilengehen                 | Christian Nyberg      | 8:16,9 min    | D. Lindberg           | 8:20,9 min    | E. M. Metsovaara                               | 8:41,6 min    |
| 5000 m Gehen                | Christian Nyberg      | 29:31,2 min   | Lindberg              | 29:35,7 min   |                                                |               |
| Gehmeister                  | Christian Nyberg      | 141,41        |                       |               |                                                |               |
| Hochsprung kombiniert 2     | Arvo Laine            | 3,28 m        | Lauri Wilskman        | 3,20 m        | Lauri Pihkala                                  | 3,16 m        |
| Stabhochsprung kombiniert 2 | Urho Aaltonen         | 6,00 m        | Arvo Laine            | 5,60 m        | Juha Soini                                     | 5,50 m        |
| Weitsprung kombiniert 2     | Juha Soini            | 12,25 m       | Emil Kukko            | 12,15 m       | Armas Pesonen                                  | 12,05 m       |
| Dreisprung                  | Valter Tuomela        | 13,39 m       | Juha Soini            | 13,05 m       | Yrjö Partio                                    | 12,51 m       |
| Sprungmeister               | Arvo Laine            | 351,23        |                       |               |                                                |               |
| Kugelstoßen kombiniert 2    | Elmer Niklander       | 26,89 m       | Mikko Holm            | 23,65 m       | Toivo Tuomela                                  | 23,20 m       |
| Diskuswerfen kombiniert 2   | Elmer Niklander       | 76,92 m       | Juha Soini            | 74,62 m       | Verner Järvinen                                | 72,60 m       |
| Diskuswerfen antiker Stil   | Verner Järvinen       | 37,12 m       | Elmer Niklander       | 36,90 m       | Toivo Tuomela                                  | 34,81 m       |
| Speerwerfen kombiniert 2    | Kalle Aaltonen        | 96,75 m       | Henrik Oittinen       | 89,35 m       | Toivo Elo                                      | 88,62 m       |
| Wurfmeister                 | Juha Soini            | 257,66        |                       |               |                                                |               |
| Zehnkampf                   | Eino Pekkala          | 914,79        | Armas Pesonen         | 909,46        |                                                |               |

### Mannschaftswertung um den Silberkrug
|    | Mannschaft            | Punkte  |
| -- | --------------------- | ------- |
| 1. | Helsingin Kisa-Veikot | 1198,66 |
| 2. | Viipurin Tarmo        | 1185,35 |
| 3. | Viipurin Reipas       | 1178,86 |
| 4. | Tampereen Pyrintö     | 1239,93 |
| 5. | Kotkan Into           | 1144,31 |
| 6. | Helsingin Ponnistus   | 1107,42 |
| 7. | Turun Urheiluliitto   | 1051,22 |

## Ergebnisse der Sprungwettbewerbe aus dem Stand
| Disziplin        | Gold            | Gold   | Silber     | Silber | Bronze    | Bronze |
| ---------------- | --------------- | ------ | ---------- | ------ | --------- | ------ |
| Hochsprung/Stand | Magnus Wegelius | 1,36 m | Jarl Tång  | 1,35 m | Toivo Elo | 1,34 m |
| Weitsprung/Stand | Aarne Tolvanen  | 2,96 m | Juho Soini | 2,95 m | Jarl Tång | 2,89 m |